# Olympique Sannois Saint-Gratien
L'Olympique Sannois Saint-Gratien Basket Club, ou OSSG, est un club français de basket-ball évoluant en NF1, basé dans les villes de Sannois et Saint-Gratien.

## Histoire du club
Le club de l'Olympique Sannois St Gratien, plus communément appelé OSSG, est né en 1992 de la fusion de deux clubs du 95, Sannois et St Gratien. Alliant l'apprentissage du basket-ball de loisir et de compétition, l'OSSG compte aujourd'hui plus de 300 licenciés, garçons et filles confondus. Il est grâce à ce chiffre, le 1er club du Val-d'Oise, 5e d'Île-de-France et 26e de France, en matière de taille.
Une dizaine de bénévoles permettent au club de vivre et d'ouvrir ses portes à toutes les catégories de joueurs (âge et sexe confondus). Ces personnes constituent le comité directeur de l'OSSG.
Les équipes sont encadrés par des entraîneurs diplômés (du Brevet d'État à l'animateur) ou non dont la plupart sont bénévoles et également joueurs. Deux apprentis entraîneurs se joignent à l'équipe d'encadrement.

## Palmarès
Plusieurs moments forts ont permis au club d'évoluer et de gagner en réputation par son niveau. De nombreuses coupes gagnées, des montées. 
Quelques dates :
- 1992-93 : première saison et première montée pour les seniors masculins. Ils accèdent au championnat Honneur Région.

- 1993-94 : les benjamins sont champions du Val d'Oise et emporte par la même la coupe du Val d'Oise au même titre que les poussins et les cadets.

- 1994-95 :  les seniors masculins accèdent à la promo d'Excellence Région. Les poussins et les seniors filles remportent quant à eux la coupe du Val d'OIse et sont champions du Val d'Oise.

- 1995-96 : l'équipe 2 des seniors masculins sont champion de la catégorie Honneur Département alors que les minimes sont champions Région.

- 1996-97 : c'est une première pour les catégories cadets et minimes qui évoluent en Championnat de France 2e division. Les seniors masculins 1 continuent leur chemin vers le haut niveau en accédant à l'Excellence Région.

- 1997-98 : les cadets sont finalistes du Championnat de France 2e division.

- 1998-99 : après une grosse saison, les seniors masculins jouent pour la première fois en Nationale 3.

- 2000-01 : les benjamines remportent un doublé en étant championnes Régions et vainqueur de la Super Coupe du Val d'Oise.

- 2001-02 : les cadets, vainqueurs de la Super Coupe du Val d'Oise, accèdent à la 1re division du Championnat de France. Les minimes filles ne sont pas en reste puisque qu'après avoir été championnes Région, elles remportent elles aussi la Super Coupe du Val d'Oise.

- 2002-03 : les seniors filles atteignent le championnat d'Excellence Région. Les poussins sont champions du Val d'Oise et les Cadets gagnent la Coupe du Val d'Oise.

- 2004-05 : les cadettes sont championnes d'Île-de-France 1re division et remportent la Super Coupe du Val d'Oise.

- 2005-06 : redescendus, les seniors masculins retrouvent le championnat d'Excellence Région.

- 2006-07 : coup double pour les équipes seniors masculine et féminines qui accèdent toutes les deux au championnat de Nationale 3.

- 2008-09 : l'équipe NF3 accède à la Nationale 2 féminine.

- 2009-10 : Maintien de l'équipe en NF2.

- 2011-12 : l'équipe (NF2) accède à la NF1..

## La formation des jeunes
En plus d'initier et de former plus de 300 personnes au basket-ball, le club permet tous les ans à ses jeunes de suivre les formations d'arbitres, entraîneurs, marqueurs, etc. Le club prend en charge la formation en alternance de trois apprentis pour leur permettre ainsi de faire de leur passion leur métier. La volonté du club est d'assurer la relève en proposant aux plus motivés d'évoluer au sein de l'association. Aussi bien par le jeu, que par l'encadrement et la prise de responsabilité.
L'OSSG à l'école
Conscient qu'un effort doit être fait en direction des écoles des communes du 95, l'OSSG s'est engagé, depuis l'année scolaire 1996/1997, en envoyant chaque samedi matin un groupe d'animateurs, afin de faire découvrir les bases du basket-ball aux élèves des écoles. Ainsi, les enfants participent à une initiation au basket-ball grâce à la collaboration des instituteurs et des directeurs d'école. L'encadrement sportif est assuré par des personnes du club, des entraîneurs (BE1, région et département), un dirigeant ainsi que des joueurs.

## Joueurs marquants
- Yohann Sangare : international français, évolue en Pro A
- Philippe Da Silva : international portugais, évolue en Pro B